# 카누트관박쥐
카누트관박쥐(영:Rhinolophus canuti)는 관박쥐과에 속하는 박쥐의 일종이다. 인도네시아의 토착종이다.

## 특징
중형 박쥐로 몸길이는 65mm이고 전완장은 47~53m이다. 꼬리 길이는 16.4~24mm, 귀 길이는 21~24,1mm이다.